# Florina-Raluca Presadă
Florina-Raluca Presadă (n. 26 mai 1978, București, România) este o politiciană română, aleasă senator în circumscripția București, în legislatura 2016-2020 pe listele Uniunii Salvați România (USR).
Florina Presadă a absolvit Facultatea de Științe Politice (Universitatea București) și programul de master în Studii Politice și Administrative Europene al Colegiului Europei din Bruges (Belgia).  
În ultimii 9 ani, ca manager de proiecte la Centrul de Resurse pentru participare publică (CeRe), a coordonat proiecte în care diverse grupuri de cetățeni și organizații neguvernamentale învățau care le sunt drepturile în relația cu autoritățile publice și cum să le folosească pentru ca deciziile publice să răspundă mai bine nevoilor lor.
Astfel, a fost implicată în campanii de schimbare a legislației naționale pentru diagnosticarea corectă a tulburărilor din spectrul autist la adulți și acces la servicii specializate, acces la o locuință decentă, finanțarea programului Școală după școală de la bugetul de stat pentru comunitățile dezavantajate (conform Legii educației naționale), eliminarea barierelor din calea participării politice.
Pe lângă proiectele punctuale în care a fost implicată, a participat la o serie de mișcări civice privind: transparentizarea activității Primăriei Capitalei (petiții, intervenții în Consiliu, proteste), conservarea Hala Matache (2010-2013), dreptul la locuință alături de grupul Vulturilor 50 și Frontul Comun pentru Dreptul la Locuire. A fost prezentă la protestele de stradă din 2012 și 2013.
Este co-autor (în calitate de country expert) al unor studii contractate de Public Policy and Management Institute (Vilnius) pentru Eurofound și Comisia Europeană. Subiecte: impactul întoarcerii în țară al emigranților români, forme noi de ocupare (legea zilierilor). Autor al capitolului „Bună guvernare în Ferentari” în volumul „Comunități Ascunse – Ferentari” coordonat de Policy Centre for Roma and Minorities.
Activează în următoarele comisii în cadrul Senatului:
- Comisia pentru administrație publică
- Comisia pentru muncă, familie și protecție socială